# Mecia Simson

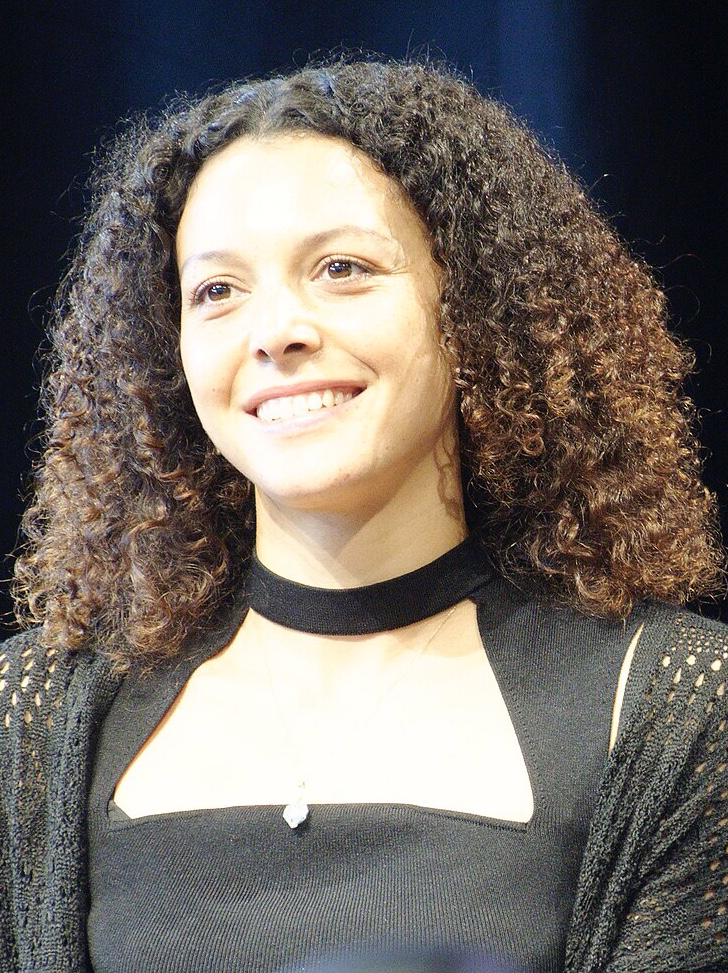
Mecia Simson auf der Comic Con Germany 2022 in Stuttgart

Mecia Simone Simson (* 29. Dezember 1989 in Plymouth, Devon, England) ist ein britisches Model und Schauspielerin.

## Leben
Simson wurde am 29. Dezember 1989 in Plymouth als Tochter einer Britin und eines Jamaikaners geboren. Sie besuchte die Dunstone Primary School, die Plymstock School und das City College Plymouth. 2016 belegte sie einen einjährigen Grundkurs an der Central School of Speech and Drama. 2019 erwarb sie ihren Bachelor of Arts in Schauspiel an der Italia Conti Academy of Theatre Arts.
Einem breiten nationalen Publikum wurde sie ab 2009 durch ihre Teilnahme an Britain’s Next Top Model bekannt. Nach ihrem Sieg folgten Modeltätigkeiten unter anderem für das Magazin Company, für die Modedesignerin Stella McCartney sowie für die Marke Max Factor und das Kaufhaus Debenhams. Sie war außerdem im Musikvideo zum Lied Oh My Goodness des Sängers Olly Murs zu sehen.
Ab Mitte der 2010er Jahre konzentrierte Simson sich auf ihre Schauspiellaufbahn. 2015 wirkte sie in der Miniserie The Hunt und im Kurzfilm He Who Has It All mit. Danach war sie bis einschließlich 2019 in mehreren Theaterstücken zu sehen. 2020 hatte sie eine Episodenrolle in der Fernsehserie Schöne neue Welt. Seit 2021 stellt sie ab der zweiten Staffel im Netflix Original The Witcher die Rolle der Elfenkönigin Francesca dar. 2022 wirkte sie im Kurzfilm My Sad, Angry Man mit.

## Filmografie (Auswahl)
- 2015: The Hunt (Miniserie)
- 2015: He Who Has It All (Kurzfilm)
- 2020: Schöne neue Welt (Brave New World, Fernsehserie, Episode 1x05)
- seit 2021: The Witcher (Fernsehserie)
- 2022: My Sad, Angry Man (Kurzfilm)

## Theater (Auswahl)
- 2017: The Seagull, Regie: Joanna Croll, Italia Conti Academy (Sheridan Theatre)
- 2017: An Absolute Turkey, Regie: Jack Gogarty, Italia Conti Academy (Sheridan Theatre)
- 2018: Macbeth, Regie: Lawrence Evans, Italia Conti Academy (Sheridan Theatre)
- 2018: The Dark Philosophers, Regie: Sue Colgrave, Italia Conti Ensemble (Edinburgh Fringe)
- 2018: Not About Nightingales, Regie: Lawrence Evans, Italia Conti Academy (Avondale Theatre)
- 2019: Consensual, Regie: Richard Pepper, Italia Conti Academy of Theatre Arts (Avondale)
- 2019: Game, Regie: Ben Thomas, Italia Conti Academy (Avondale Theatre)